# カラシニコフ・コンツェルン
カラシニコフ企業グループ（ロシア語: Группа компаний Калашников、英語: Kalashnikov Concern）は軍事用と非軍事用の製品製造を行うロシアの多面的企業で、射撃部門のOPKロシアでは自動小銃、狙撃銃、砲、精密兵器を製造している。非軍事部門の製品として猟銃、単発式小銃、銃架、手動器具が含まれる。

## 概要
製品は3つの武器製造ブランドの下で製造されており、「カラシニコフ」では軍事・非軍事武器、「バイカル」では狩猟用と非軍事武器、「イズマッシュ」ではスポーツ用武器を製造している。2015年からは遠隔操作戦闘モジュール、無人航空機、特殊小型舟艇の開発、さらに特殊衣料、特殊装備の開発を行っている。企業グループの製品は27カ国以上に輸出されている。
本部はイジェフスクにあり（ウドゥムルツカヤ共和国）、公式代表部はモスクワに置かれている。
当コンツェルンの株５１％を国営企業ロステック社が、残り49％を個人投資家（アレクセイ・クリヴォルチコ、アンドレイ・ボカレフ、イスカンデル・マフムードフ）が保有する。

## 歴史

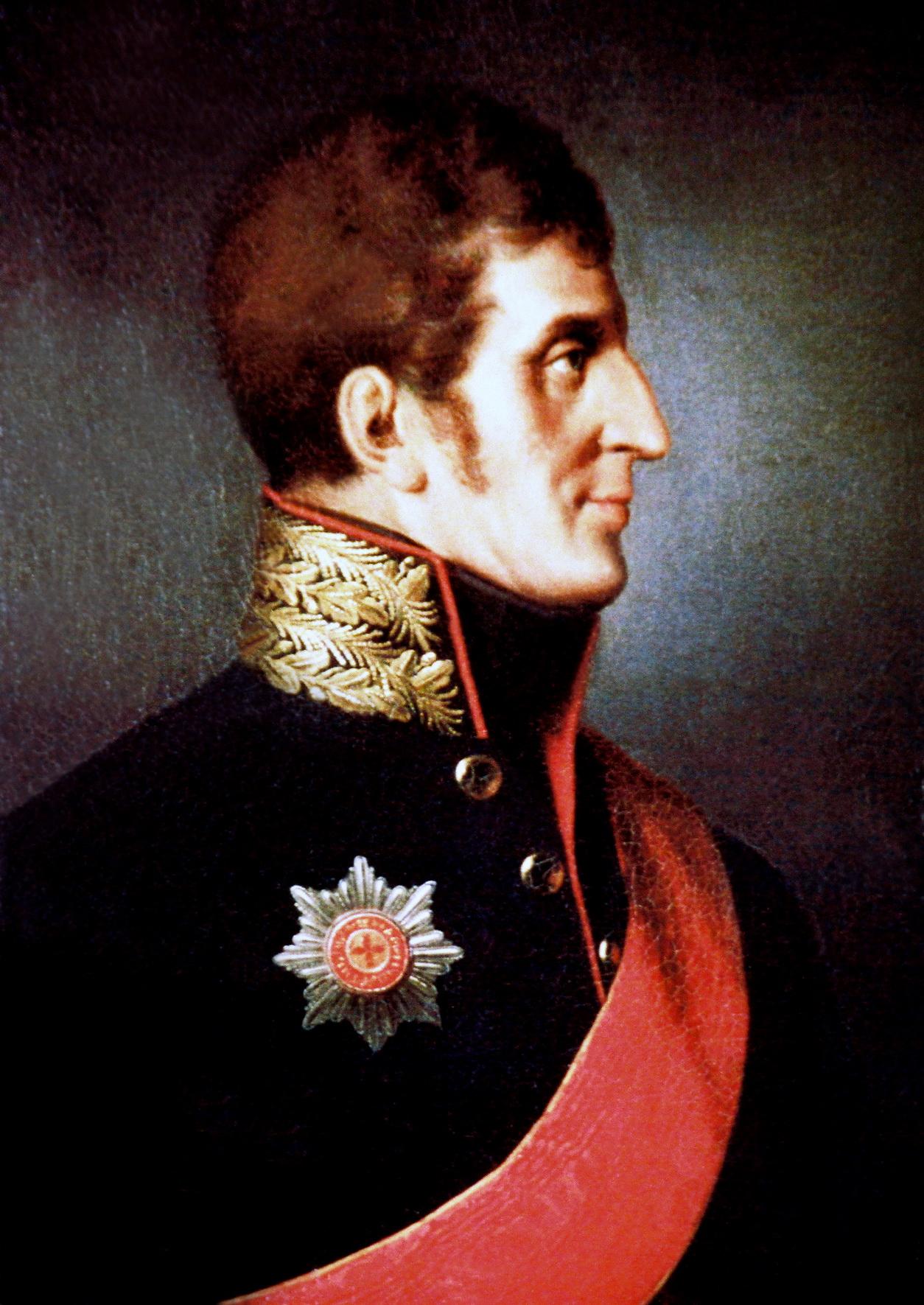
アンドレイ・デリャービン　イジェフスク工場鉱山技師主任兼イジェフスク兵器工場主任

### 設立
1754年、女帝エリザベータ・ペトロヴナの命令により、金属の生産を高める要求とともにゴロブラガダツキー工場が有利な条件で寵臣P.I.シュヴァロフへ譲渡された。1757年9月15日、シュヴァロフは鉱山参議会より3つの槌工場建設の許可を得た。2か所はカザン郡のヴォトカとチャストイ、1カ所はウフィムスカヤ郡のクトマスであった。これらの工場のうち建設されたのはヴォトカの一か所で、残り2つのかわりにシュヴァロフはヴォトカから南西約70ヴェルストの場所にイジェフスキー製鉄工場を建設した。カマ地域のゴロブラガダスキーの鋳物加工用にイジェとヴォトカに新たな2つの工場建設の許可がおりたのは、ウラルで当時すでに燃料と水力資源の欠乏の兆候がみられたためである。鋳物の輸送はチュソヴァ川とカマ川が予定された。カマ工場の建設はA.S.モスクヴィンが直接指揮をとり、ヴォトカ工場が1759年に、イジェ工場は1760年に開業した。両工場とダム（ヴォトカ池とイジェ池）の建設には近在の入植地の徴用農民とゴロブラガダツキー工場の職人が当たった。
18世紀末のヨーロッパの軍事政治的状況が先鋭化するなか、国内東部での新たな兵器工場の建設の必要性が生まれた。A.F.デリャービンの提案でイジェの製鉄工場を基に新たな工場の建設が決まった。1808年10月28日、イジェフスキー製鉄工場は軍事省の下に移され、デリャービンはこの工場の建設と運営を任された。イジェフスキーの兵器工場建設の命はアレクサンドル1世によって1807年6月10日になされた。工場の兵器事務所の開所は1807年6月10日であり、この日がイジェフスキー兵器工場の誕生の日とされている。

### 初期
兵器工場は成功裏に射撃用武器の製造を始めた。デリャービンが海外から招いた専門技術者（約200名のベルギー人、フランス人、ドイツ人）は自ら働いただけでなく、またその技術をロシア人の職人らに伝授した。兵器工場が製鉄工場と同じ敷地にあったため原材料の確保に困難はなかった。
1807年の秋に工場で最初の武器が製造された。これは銃身から弾を込めることができる歩兵用7行スムースボアフリント（口径17.7 mm）であった。1807年の一年間で7丁の小銃、5丁のピストル6つの短剣が製造された。1808年にはそれぞれ25丁、14丁、14個であった。デリャービンは武器の細部の統一に細心の注意を払った。1812年の祖国戦争の開戦までにE.E.グレンの指揮の下でロシア軍のために射撃用銃と刀剣の量産体制が敷かれた。開戦からの4年間に工場は2000丁の小銃を製造したが、戦争中に工場は武器の製造量を10倍に増やし、M.I.クトゥーゾフ将軍率いる軍に6000丁以上の火縄銃を供給することが可能となった。
最も大量に生産されたのは歩兵の軍備統一のための1808年型のロシアの歩兵用7行非施条銃（口径17.7 mm）であった。また狙撃兵用、軽騎兵用（ポーランド風）、騎馬兵用のライフル銃と、胸甲騎兵用、驃騎兵用のカービン銃、竜騎兵用ライフル銃、施条銃、狙撃銃、榴散弾を装弾可能な1809年型の火縄ライフル銃（1810年は2500丁、1811年は約1万丁、1812年に1万3500丁）が製造された。刀剣も製造され、歩兵用刀剣と鞘（1812年には2200口）、近衛兵と工兵用の刀剣、胸甲騎兵用の長剣、竜騎兵用のサーベル、短い斧槍、砲兵と騎兵用の槍であった。
武器製造の増加により、それまで転用し使われていた小規模な建物から大容量の倉庫への移動が必要となった。1823年から25年にかけて建築家ドゥディナの設計により武器庫が建設された。この建物は1986年以降ウドゥムルティー民俗博物館となっている。武器工場に関連するイジェフスクのその他の建物に1823年建造の兵器工の庇護聖人アレクサンドル・ネフスキー寺院もある。
1812年から14年にかけて工場は2万4千丁の武器（国内製造の11％）を製造し、ナポレオン戦争での勝利に貢献した。1816年、工場の2847名の労働者のうち18名は外国人の熟練工（現場主任）で、412名は製鉄に2435名は武器製造に携わっていた。
1820年までに武器の製造は年間2万丁を達成していた。1845年にはライフル銃とピストルの製造を開始し、1857年からは施条銃の生産を開始した。1855年には塊鉄を排除するコンテ式の製鉄法が導入された。
工場の圧延機は1840年代には60機の木製水車を用いていたが、1850年には57機となり、1858年には銃身穿孔用工場で初の鉄輪水車が設置された。1841年には蒸気機関設置の試みがなされたが失敗に終わった。（初の蒸気機関の設置は1875年であった。）ゴロブラガダツキー工場から鋳鉄12万から13万プード、ペルミ工場からは1000プードの銅を受け取った。燃料は薪材が使われ、毎年最大4万5020プードの木炭が使用された。
イジェフスキー兵器工場の民間のパトロンは、その命により工場が創設されたアレクサンドル1世であった。アレクサンドル1世はこの企業に多大な関心を払った。工場をカムスコ‐イジェフスキー・アレクサンドロフスキーと名付ける公式文書もある。1825年の10月4日と5日、皇帝はイジェフスキー工場を個人的に訪れている。
歩兵用の他に胸甲騎兵、驃騎兵、騎乗狙撃兵、竜騎兵用の小銃の製造も開始した。1830年と1840年の間に軍にＩ.V. ガルティング型のカービン銃を供給した。またバルチック艦隊のためにファリス型の後装式要塞銃を製造した。歩兵用の旧式新式のピストル、新式の渡河用、刀剣、士官用、兵士用の胸甲も製造した。
1835年に刀剣の製造が正式に中止となった。これは火器の製造に集中することが決定されたためで、刀剣類の製造はズラトウスト社に移譲された。
次第により完成型の兵器の製造が始まった。1843年には歩兵大隊の武器として最初の型のライフル銃―1843年型のリュッチフスキー・カービン銃が決定された。1844年には使用されている火縄銃をより丈夫で速射力のある雷管銃へ改造することが決定された。1854年からは新たなカプセルロック式の衝撃兵器が製造開始され、1854年にはすでに3万9000丁以上が製造された。
クリミア戦争の間に、イジェフスキー工場では13万500丁の兵器が作られ、そのほぼ三分の一はライフル銃であった。皇帝ファミリーに贈呈される記念兵器や、軍功に対し士官たちに与えられる賞品兵器も製造された。また狩猟用の武器も製造された。しかし基本的な方向性は常に軍事用兵器であり続けた。
始めの半世紀の間にイジェフスキー工場では67万2308丁の火縄銃とピストル、22万6602丁の衝撃兵器とピストル、5万8262丁のライフル銃、数多くの刀剣が製造された。工場創立の日から1866年までの間にやく100万丁の兵器（全ての兵器工場の製品の33％）が製造された。
後に、イジェフスキー工場では1856年型の雷管式施条銃（ライフル銃）が作られ、これがロシア軍の軍備として使われた最初の大量生産のライフル銃となった。

### 賃貸借
1867年にイジェフスキー兵器工場は民間化され、その時から会社はレンタル管理に移った。1867年から1884年まで会社は3人の賃借人、D.S. フローロフ、P.A.ビルデルリング、G.I.スタンデルセルドによって経営され、また著名な発明家リュードヴィク・ノーベルの弟もビルデルリングと共に会社を経営し、会社の発展に貢献した。
賃借人らは工場の本格的な近代化に成功した。1873年までに以前よりも大幅に製造量を増やすための工場の改築を完了した。1874年からはイジェフスキー工場に兵器の他に製鋼所の名称もついた。賃貸借の時期には工作機械置場と工場のエネルギー体制も大きく発展した。初めて電報電信局が開かれ、電話線が繋がり、工場内に鉄道輸送路が出来た。まさにこの頃に工場では（軍用の、特に露土戦争の軍の装備として注文されたベルダン銃の製造開始と共に）兵器の全ての部品の機械製造に限り、労働の分業化がついに実現された。このおかげで新しい武器の製造はライフル銃が年間3万～5万から15万丁に伸び、同時に鉄鋼の生産も増大した。
1876年には最初の蒸気ハンマーが始動し、1877年2月1日には鋼鉄の一日の生産性を250プードにまで上げた平炉が始動した。1882年には2機の圧延機が設置された。
製造される兵器の専門語彙もまた発達した。クリミア戦争後にロシア軍は球詰まりせず、薬室から装填できる銃を必要とした。1866年、軍隊と兵器庫に登録されていた70万もの砲口ライフル銃の改造が必要となった。イジェフスク工場はテリー・ノルマン式突撃銃とカール式の改造針撃ち銃など大量の改良武器をロシア軍に提供した。しかし、賃貸時代の最も改造された武器は薬室充填クルンク式6連式銃で、ロシアで、雷管発火ベルダン式単一カートリッジの初の武器となった。工場ではクルンクガン式の農奴銃も同じく生産され、シベリア用に少量の猟銃が生産され、また個々の部隊からの注文に応じて刀剣類も生産された。
この時期のイジェフスク武器製造所で最も大量に生産された武器は小口径4蓮ベルダン式ライフルで、1874年から1890年にかけて生産されたものである
1907年工場は生誕１周年を迎えた。創業以来会社は400万もの様々な武器を生み出した。6月10日、祝宴の最中この日を記念してイズマッシュ創始者のアンドレイ・フョードラヴィチ・デリャービンに記念碑が設立され、11月4日聖ミハイル黄金ドーム修道院で清めの儀式をした。

### 国営企業として
1884年7月1日、会社は国家に返還されイジェフスク兵器鉄鋼製造所と名づけられた。
1885年以降、猟銃の生産注文を受ける許可をアレクサンドル3世から与えられ、この年にすでにイジェフスク工場で猟銃の製造が開始された。
1887年のシベリア・ウラル博覧会において鉄鋼のサンプル、砲・銃身の原材、銃・砲身、ドリル等の工具、猟銃、22口径そしてカービン銃を出展した。国内銃器生産部門で傑出した成功を収めたイジェフスク工場は大金メダルを授与された。
1890年代に、ロシア軍において高い戦闘力を持ちながら単純な構造と堅牢性を有する7.6mm モシンナガンが再装備されることとなり、イジェフスク工場の生産能力は高まった。平炉での生産性は1892年には最大13万5千プード（2160トン）にまで上がったが、1893年の第2平炉の稼働開始により、1893年には製鋼量が24万プード（3840トン）に、更に1895年には38万4千プード(6144トン)にまで増加した。1896年、イジェフスク工場は1日1000丁のライフルを生産していた。その他に半完成品をの銃身をトゥーラとシェストローレツクに納入していた。イジェフスク工場は自社製の高品質な銃身により　1900年にパリで行われた世界博覧会ではグランプリを勝ち取った。
1907年、3つの改良型ライフル（歩兵用、竜騎兵用、コサック部隊用）とモシンナガンが作られ量産が開始された。

### 第一次世界大戦
戦争の始まりと共に工場は再建が始まり、労働者の雇用拡大も始まった。戦時中、工場労働者数は約３倍に増え、男性の他に女性（約2000名）や子供も働いていた。労働者の一部はペテルブルクの工場（プチロフスク工場とオブホフスク工場）から派遣された。工場の生産能力は2倍に増加した。平炉方を用いた第四炉の始動と共に鉄鋼の生産性が増加し、1914年の113万7千プード（1万8192トンから）1916年には234万プード（3万7440トン）に増加したのだった。口径0.3インチのライフル銃（モシンナガン）の生産は着実に伸び、最大で１日2200丁に達した。イジェフスク工場では他に薬莢や手りゅう弾、M1902 76mm砲用砲弾、野戦用曲射砲用砲弾、大砲用防盾、機関銃の部品、ベブート短剣、フェドロフM1916用の銃身、曲線型短剣等が作られた。労働者の一日の労働時間は12時間から13時間に達した。
イジェフスク工場ではライフル銃の生産が1914年に8万2000丁だったが、1916年にはおよそ50万5000丁に増加し、るつぼ鋼の生産もおよそ３倍に増加した。第一次世界大戦を通じて工場は140万丁を超える新品のライフルと、およそ18万8000丁を修理し前線へ供給した。また1917年の夏ごろには工場労働者数は3万4197名であった。

### 第二次世界大戦
第二次世界大戦の間、工場はソビエト軍の主要な銃器製造者としての役割を果たした。 バルバロッサ作戦はソビエト連邦を非常に絶望的な立場に置いたため、この工場は物理的に可能な限り多くの銃器を生産した。 1941年から1942年にかけて、工場はデグチャレフPTRD1941対物ライフル、PTRS-41対戦車ライフル、航空機用機関銃、航空機銃、TTピストルおよびナガンM1895 リボルバーとともに、合計11,450,000のライフルとカービンを製造した。この数は、ナチス・ドイツを合わせたすべての銃器製造業者の1生産高を超えている。火器以外にもこの工場は15,000以上の航空機銃と130,000以上の[対戦車兵器を生産した。
1942年7月20日、このとき分離した第622工場はイジェフスク機械製作工場、または後にイジェマッシに名前が変更された。

### 冷戦時
ミハイル・カラシニコフは、ドイツ軍の自動小銃とアメリカのM1ガーランドに範をとってAK-47自動小銃を設計した。AK-47は、信頼性と火力の高さ、生産性の高さからソビエト軍だけでなく中国や東欧諸国で製造され、共産勢力に分け与えられた。その他、PK機関銃、RPD軽機関銃、ドラグノフ狙撃銃が開発された。

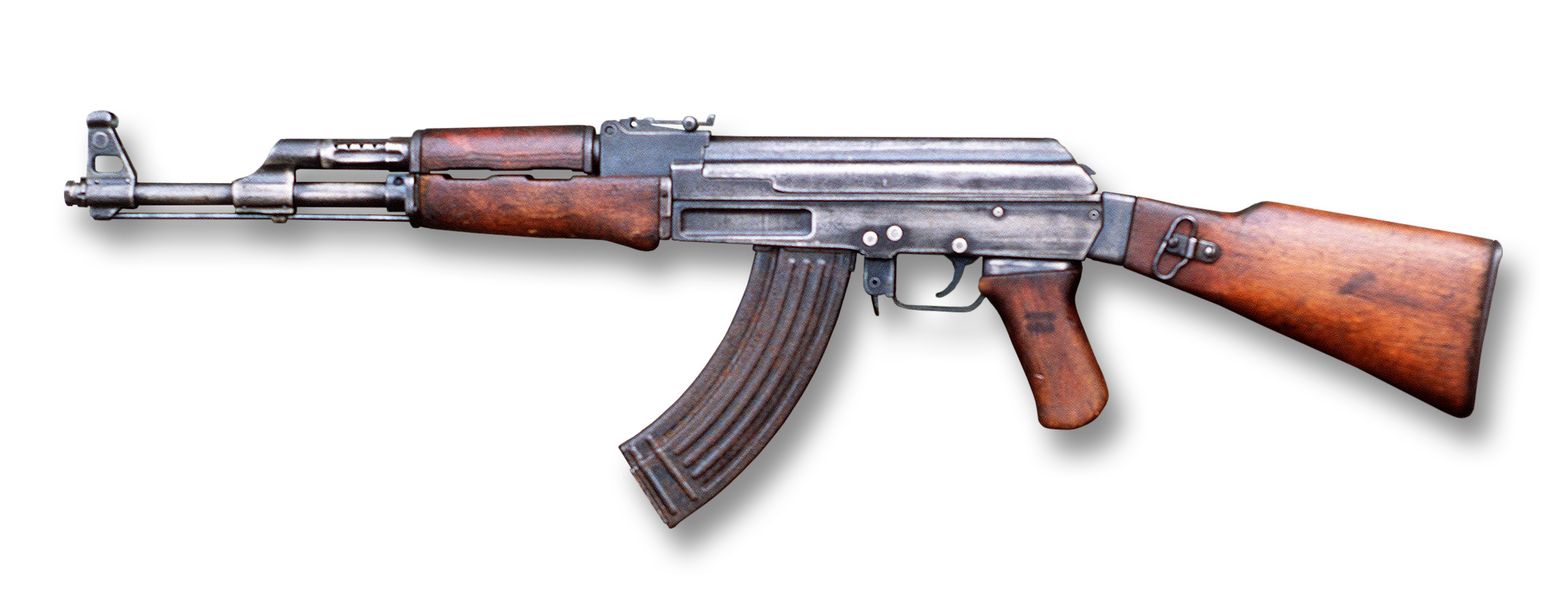
AK-47

### 冷戦後～現代
ソ連崩壊後もイジェマッシはロシア連邦軍向けに武器を供給し続け、AKシリーズのサイガ12もこの頃開発された。
2013年9月18日、イジェマッシ、イジュメクなどが経営統合し、同国の歴史的な小銃たるAK-47を発明したミハイル・カラシニコフ(すでに故人)にちなんで、国営持ち株会社カラシニコフ・コンツェルンとして登記された。

## 関連企業
カラシニコフ・コンツェルンは現在カラシニコフ、イジェマッシ、バイカル(いずれも銃器を生産)。99(被服を生産)、MM3(高射砲などを製造)、JSC(船舶を製造)、ザラ・エアロ(航空機の製造)という企業群を統率している。
カラシニコフUSAは、フロリダ州のポンパノビーチに拠点を置く。米国の輸入窓口として設立されたが2014年ウクライナ騒乱への制裁からロシア側と接触を持つことが禁じられ、現在は国内に工場を有し独自にAKシリーズの小銃を生産するなど事実上の別会社となった。